# Famille Georges-Picot
Pour les articles homonymes, voir Georges et Picot.
La famille Georges-Picot, anciennement  Picot, est une famille française.
Elle compte parmi ses membres des hauts fonctionnaires, des diplomates, des banquiers.
Cette famille a laissé son nom aux accords Sykes-Picot.

## Historique
La famille Picot est originaire de Neuville-aux-Bois, près d'Orléans, où elle occupe des fonctions locales au XVIIIe siècle.
Au siècle suivant, elle s'installe à Paris.
Un décret présidentiel du 15 mars 1910 autorise les enfants de Georges Picot (1838-1909), juriste et historien, secrétaire perpétuel de l'Académie des sciences morales et politiques à modifier leur patronyme pour porter le nom de Georges-Picot, en hommage à leur père décédé quelques mois auparavant.

## Liens de filiation entre les personnalités notoires
- Pierre Picot (1696-1747), bourgeois et échevin de Neuville-aux-Bois. Il épouse Marie Madeleine Amiot.
  - Michel-Alphonse Picot (1733-1818), oratorien, chanoine de la collégiale du Saint-Sépulcre de Caen.
  - Pierre Picot (1737-1818), notaire royal, procureur au bailliage et maire de Neuville-aux-Bois. Il épouse Marie Thérèse Amiot.
    - Justine Picot (1766-1831), mère de Jules Lorin de Chaffin.
    - Pierre Charles Marie Picot (1768-1859), notaire à Neuville puis avoué à Paris, un des actionnaires de la Société des terrains de la plaine de Passy, donna son nom à la rue Picot. Il épouse Marie Thérèse Guinebeaud.
      - Charles Picot (1795-1870), conseiller à la cour d'appel de Paris. Il épouse Henriette Bidois.
        - Georges Picot (1838-1909), juriste et historien, secrétaire perpétuel de l'Académie des sciences morales et politiques. Il épouse Marthe de Bachasson de Montalivet (1844-1914), fille de Camille de Montalivet, pair de France, ministre de l'Intérieur, et de Clémentine Paillard-Ducléré.
          - Charles Georges-Picot (1866-1930), inspecteur des finances, président du Crédit industriel et commercial (CIC), de la Société de Commentry, Fourchambault et Decazeville et de la Chambre de compensation des banquiers de Paris. Il épouse Denise Marie Jeanne Marthe Fouquet.
            - Georges Georges-Picot (1894-1980), général, marié à Yvonne Bridou (1903-1988, sœur de Marie-Madeleine Fourcade), membre du réseau de résistants « Alliance », conseiller municipal de Paris, conseiller général de la Seine de 1947 à 1953. Il épouse Yvonne Jeanne Bridou.
              - Léone Georges-Picot (1928-2021), secrétaire particulière de Pierre Mendès France et collaboratrice de L'Express. Elle épouse Simon Nora (1921-2006), inspecteur général des finances.

            - Hélène Georges-Picot (1895-1980) épouse Georges Hua, conseiller d'État, président de la Compagnie générale d'électricité.
            - Guillaume Georges-Picot (1898-1981), ambassadeur de France en Albanie (1946), puis au Vénézuela (1946-1949), puis en Argentine (1948-1951), secrétaire général adjoint de l'ONU de 1952 à 1959, ambassadeur de France au Mexique (1955-1957), représentant permanent de la France au Conseil de sécurité de l'ONU de 1956 à 1959. Il épouse Nadya Biske (1903-1995).
              - Nina Georges-Picot (1937), épouse Nikita, prince Lobanov-Rostovsky (1935).
              - Olga Georges-Picot (1940-1997), actrice. Elle épouse Jean Sobieski puis Georges-Francis dit Johnny Servoz-Gavin (1942-2006).

            - Jacques Georges-Picot (1900-1987), inspecteur des finances, président-directeur général de Suez. Il épouse Angélique Pellé, nièce du général Maurice Pellé, premier chef d'état-major, puis généralissime, de l'armée tchécoslovaque.
              - Bruno Georges-Picot (1927), directeur général adjoint de la Banque d'Indochine et de Suez. Il épouse Émelyne Michel, maire de Noisy-sur-Oise et vice-présidente du conseil général du Val-d'Oise, fille d'Hervé Michel, président de la société Batignolles-Maroc, et petite-fille de Gaston Goüin.
                - Sandrine Georges-Picot (1955), épouse François de Maublanc de Boisboucher, ancien élève de l'École nationale d'administration, fondateur de la chaîne de magasins de fleurs Aquarelle, dont postérité.
                - Cyril Georges-Picot (1956).
                - Côme Georges-Picot (1960).
                - Cédric Georges-Picot (1963), épouse Céline Parayre (1967), fille de Jean-Paul Parayre, et de Marie-Françoise Chaufour.

          - François Georges-Picot (1870-1951), consul général de France à Beyrouth (1914), haut commissaire en Palestine et en Syrie (1917-1919), ambassadeur de France en Bulgarie (1920-1925), maire du 18e arrondissement de Paris (1940-1941), ambassadeur de France en Argentine (1948-1951), l'un des négociateurs français des accords Sykes-Picot.
          - Robert Georges-Picot (1873-1946), avocat parisien.
          - Geneviève Georges-Picot (1876-1949), épouse de Jacques Bardoux et grand-mère de Valéry Giscard d'Estaing.
          - Pierre Georges-Picot (1882-1951), industriel, maire d'Avilly-Saint-Léonard, conseiller général de l'Oise de 1919 à 1931.

    - Michel Picot (1770-1841), homme de lettres, directeur de L'Ami de la religion et du roi, vice-président du conseil de l'Œuvre pontificale de la propagation de la foi.

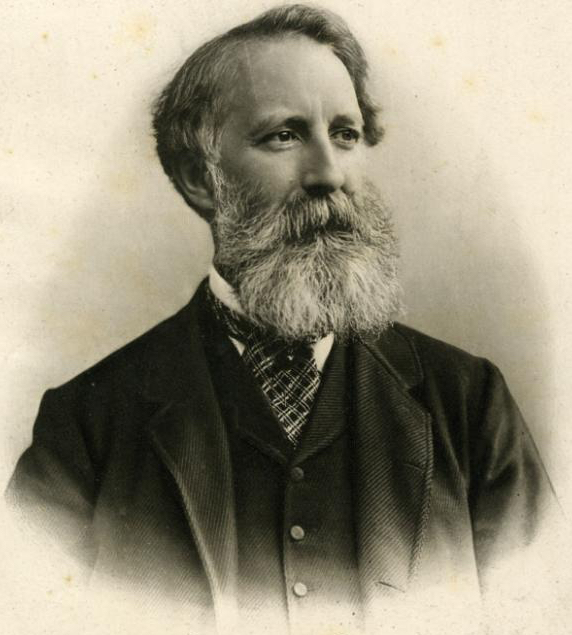
Georges Picot (1838-1909)
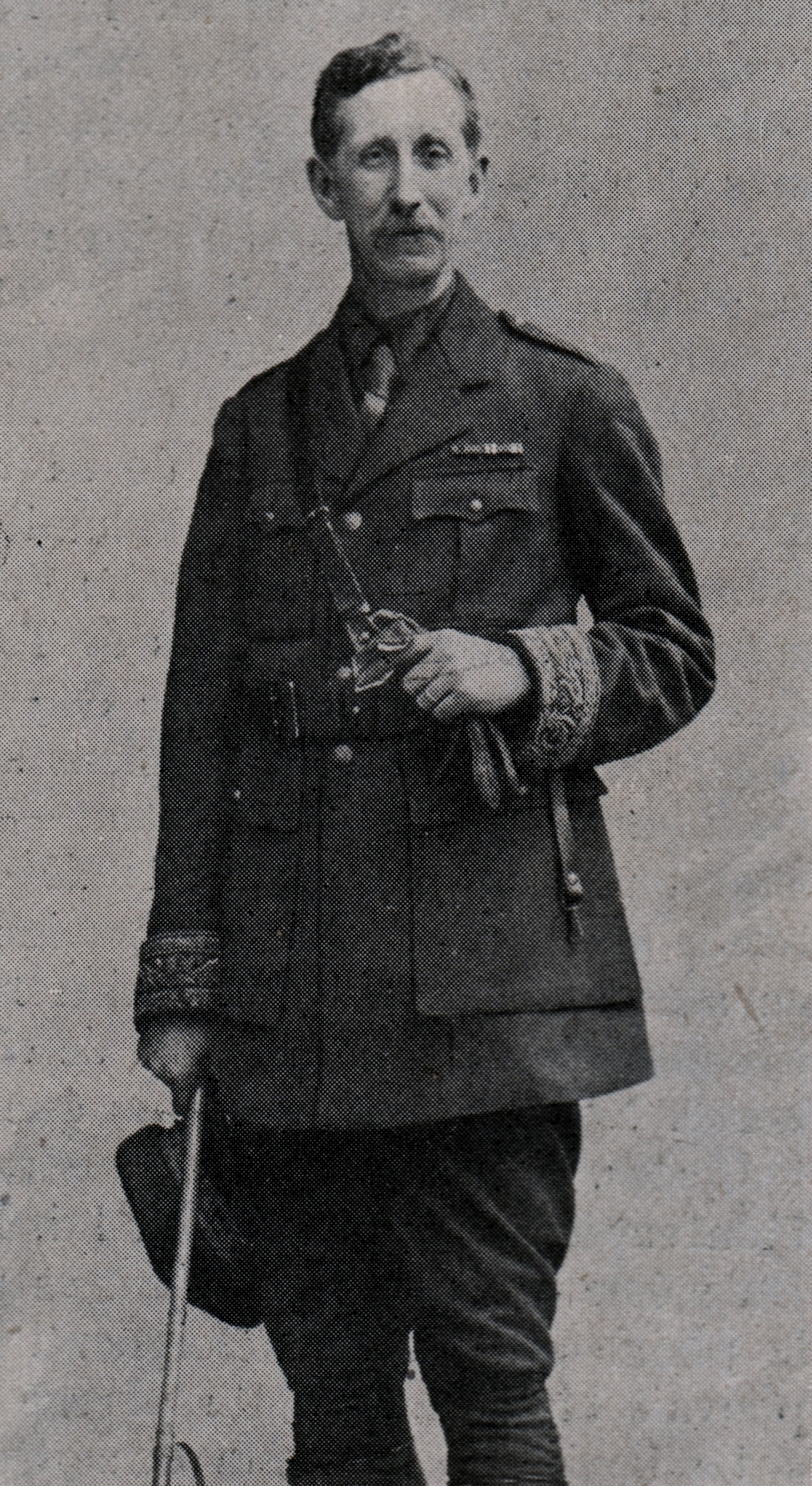
François Georges-Picot (1870-1951)

## Alliances
Les principales alliances de la famille Picot devenue Georges-Picot sont : Lorin de Chaffin, Bidois, de Bachasson de Montalivet, Bardoux, Fouquet, Bridou, Hua, Lobanov-Rostovsky (1935), Pellé, Michel, de Maublanc de Boisboucher, Nora, Parayre (1967).

## Hommages
- Rue Picot
- Accords Sykes-Picot
- Prix Georges-Picot

## Pour approfondir